# Бассетт, Норман
Норма́н Жаки́ Бассе́тт Ван Аке́р (фр. Norman Jaquy Bassette Van Acker; род. 11 ноября 2004, Арлон, Валлония) — бельгийский футболист, нападающий клуба «Ковентри Сити» и сборной Бельгии.

## Клубная карьера
Бассетте — воспитанник клуба «Виртон». В 2021 году игрок подписал контракт с французским «Каном». В матче против «По» он дебютировал в Лиге 2. 18 февраля 2023 года в поединке против «Гренобля» Норман забил свой первый гол за «Кан». Летом того же года Бассетте на правах аренды перешёл в «Мехелен». 17 сентября в матче против «Сент-Трюйдена» он дебютировал в Жюпиле лиге. 26 ноября в поединке против «Кортрейка» Норман забил свой первый гол за «Мехелен». 